# Cal Baster (Maçanet de la Selva)
Cal Baster és una casa de Maçanet de la Selva (Selva) inclosa a l'Inventari del Patrimoni Arquitectònic de Catalunya.

## Descripció
Es tracta d'un immoble articulat per dues plantes; en el centre de la baixa, s'ubica un portal d'entrada, constituït per una llinda monolítica amb muntants de pedra, i està flanquejat per dues obertures molt simples, una de les quals reprèn la mateixa resolució en la definició dels esquemes, és a dir la llinda monolítica amb muntants de pedra.
Pel que fa al primer pis, trobem dues obertures similars en la composició – prototípica amb la llinda monolítica amb muntants de pedra-, però no en les dimensions, ja que una tendeix a ser lleugerament més gran que l'altra. Ambdues contenen inscripcions en la llinda. La més petita, conté la data de construcció de la casa, és a dir la de 1773. Pel que fa a l'altra, conté tot un repertori d'emblemes i símbols minúsculs bastant deteriorats, d'entre els quals es defineix la silueta d'una espècie de Crismó.
A primera o a simple vista, aquesta casa no destaca en res respecte de totes les altres; però si ens fixem detingudament, podem veure que sobresurt respecte el pla, està repujada respecte la resta de cases, les quals conserven la mateixa disposició.

## Història
Com molt bé delata la llinda de la finestra del pis superior, els orígens de la construcció de la casa es remunten en una època bastant antiga, com és la data de 1773.